# Јохеи Каџијама
Јохеи Каџијама (јап. 梶山 陽平; 24. септембар 1985) јапански је фудбалер.

## Каријера
Током каријере играо је за Токио, Панатинаикос, Оита Тринита и Албирекс Нигата.

## Репрезентација
Са репрезентацијом Јапана наступао је на олимпијским играма 2008.